# Cmentarz wojenny nr 34 – Ołpiny
Cmentarz wojenny nr 34 – Ołpiny – austriacki cmentarz z  I  wojny światowej znajdujący się w Ołpinach w województwie małopolskim, w powiecie tarnowskim, w gminie Szerzyny. Jeden z ponad 400 zachodniogalicyjskich cmentarzy wojennych zbudowanych przez Oddział Grobów Wojennych C. i K. Komendantury Wojskowej w Krakowie. Jest jednym z 31 cmentarzy II Okręgu Jasło.

## Położenie
Dojście do cmentarza wskazuje charakterystyczna betonowa tabliczka na betonowym słupku. Cmentarz znajduje się na wzgórzu na południowych zboczach doliny Olszynki, w odległości około 1,2 km od głównej szosy biegnącej przez Ołpiny. Prowadzi do niego droga, początkowo asfaltowa, potem żwirowa. Cmentarz znajduje się wśród pól uprawnych. W kierunku północnym rozciąga się spod niego szeroka panorama widokowa na Pasmo Brzanki i dolinę Olszynki. W kierunku południowym,  w odległości około 600 m znajdował się drugi cmentarz, również z I wojny światowej (cmentarz wojenny nr 35 – Ołpiny), ale został zniszczony.

## Opis cmentarza
Zaprojektowany został przez Johanna Jägera na planie koła z czterema bastionowymi, symetrycznie rozmieszczonymi wypustkami. Ogrodzony jest litym kamiennym murem nakrytym betonowym daszkiem. Wejście od strony północnej przez osadzona na kamiennych pylonach bramkę w postaci kutej, dwuskrzydłowej furtki. Na wykonanej z płaskowników furtce symbole solarne. Na placu cmentarnym pomnik centralny, wokół niego rozłożone promieniście mogiły. Są na nich różnego rodzaju krzyże z tabliczkami imiennymi, osadzone na betonowych postumentach. Są dwie grupy krzyży: jednoramienne krzyże łacińskie i dwuramienne krzyże lotaryńskie, w każdej z tych grup występują jeszcze różne odmiany krzyży (z ramkami u podstawy lub bez ramek, oraz o ramionach w różny sposób zakończonych). Większość krzyży wykonana jest z metalowych płaskowników, ale jest też kilka większych krzyży o ażurowej konstrukcji (również jedno- i dwuramiennych). Są także stele z nazwiskami poległych.

## Polegli
Na cmentarzu pochowano 577 żołnierzy w 127 pojedynczych grobach i 36 mogiłach zbiorowych, w tym 127 żołnierzy armii austro-węgierskiej, 84 niemieckiej i 366 rosyjskiej. Zidentyfikowano 111 żołnierzy. Polegli z armii austriackiej pochodzili m.in. z:
- 33 Pułku Piechoty k.k. Landwehry (niem. 33. Landwehrinfanterieregiment Stryj lub 33 Landwehr Infanterie-Regimenter Stryj) z okręgiem uzupełnień – Stryj, Sambor.
- 18 Pułku Piechoty k.k. Landwehry (niem. 18. Landwehrinfanterieregiment Przemysl lub 18 Landwehr Infanterie-Regimenter Przemysl), okręg uzupełnień – Przemyśl oraz Sanok.
- k. u. k. Böhmisches Feldjägerbataillon Nr. 12 (Cesarscy i królewscy strzelcy polni), okręg uzupełnień Jungbunzlau (obecnie Mladá Boleslav)

Niemieccy żołnierze pochodzili głównie z:
- 1 Pułku Grenadierów Gwardii im. Cesarza Aleksandra (niem. Kaiser Alexander Garde-Grenadier-Regiment Nr. 1)
- 2 Pułku Grenadierów im. Króla Fryderyka Wilhelma IV (1 Pomorski) (niem. Königlich Preußisches Grenadier-Regiment König Friedrich Wilhelm IV. (1. Pommersches) Nr. 2) – z garnizonem w Szczecinie

## Losy cmentarza
Austriacy rozpoczęli budowę cmentarza wkrótce po zwycięskiej dla nich bitwie pod Gorlicami, w wyniku której wojska rosyjskie zmuszone były cofnąć się daleko na wschód. Jeszcze w trakcie budowy posadzili na nim drzewa. Do końca I wojny światowej nie zdążyli jednak dokończyć budowy. Na tylnej, przeciwległej do wejścia ścianie cmentarza pozostawili zgromadzone kamienie. Z zachowanej dokumentacji wynika, że miały być one przeznaczone na budowę pomnika centralnego. Miała na nim być wmurowana tablica z inskrypcją w języku niemieckim, która przetłumaczona na język polski brzmi:
Towarzysze broni z południa i północy, 
Powaliwszy wroga na ziemię
Odeszli do wiecznej ojczyzny, 
Święte słowa zostawiając w dziedzictwie:
 Umrzyj i bądź!.
Pomnik centralny wybudowano dopiero w 2014 r., w ramach kapitalnego remontu cmentarza wykonanego z budżetu Państwa Polskiego. Nie zamontowano jednak na nim tablicy.

## Galeria zdjęć

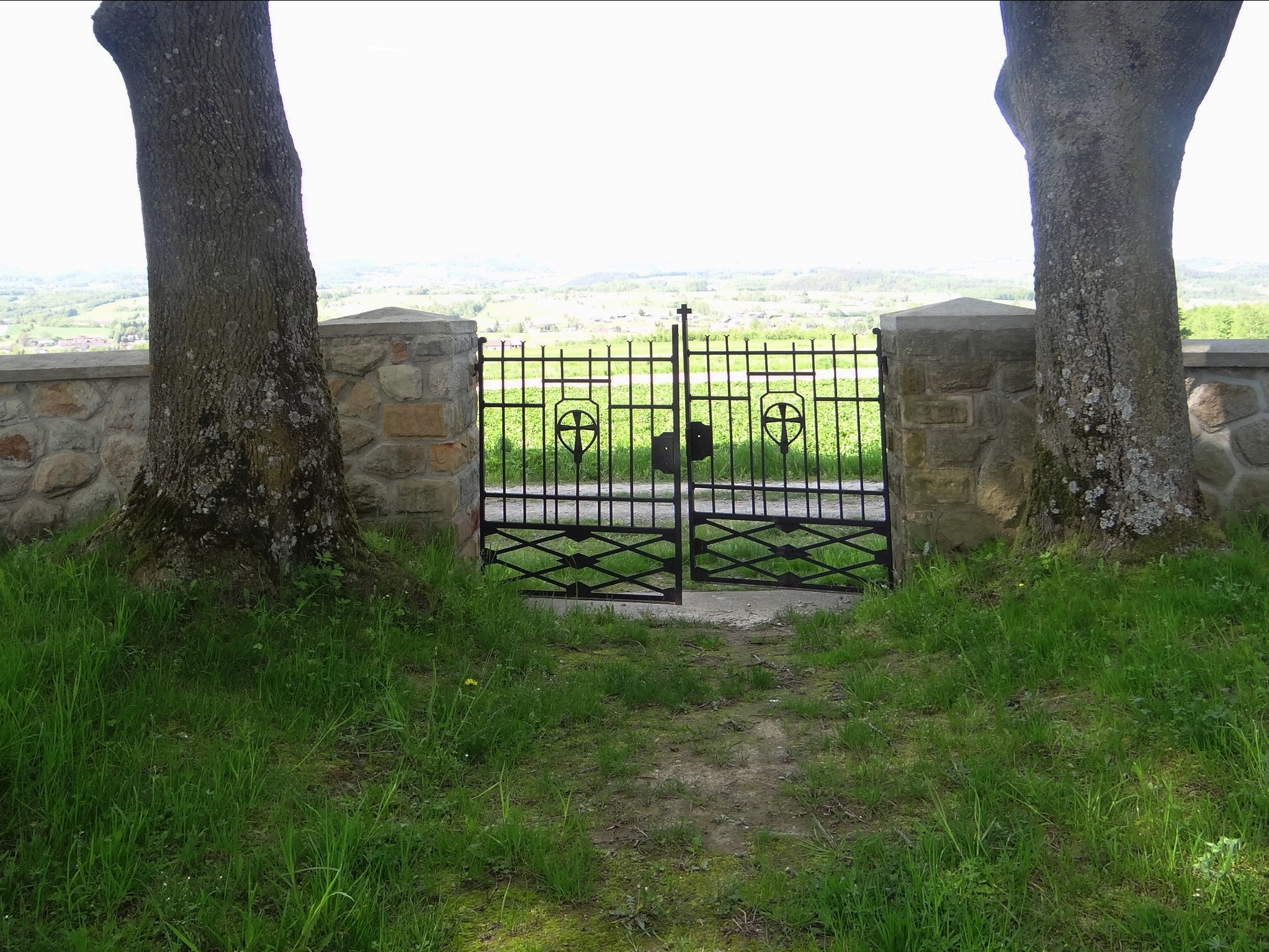
Bramka wejściowa
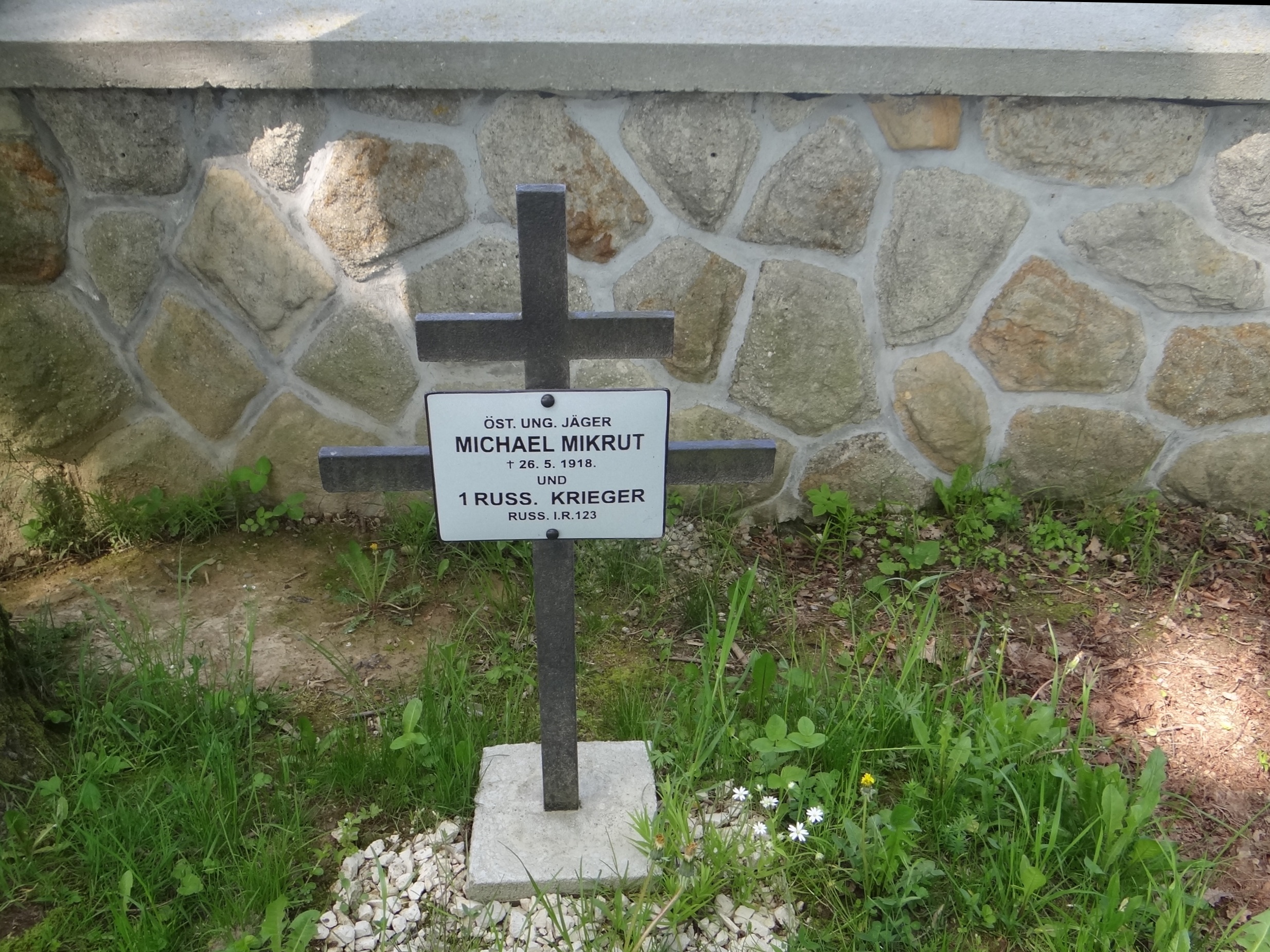
Mały krzyż rosyjski
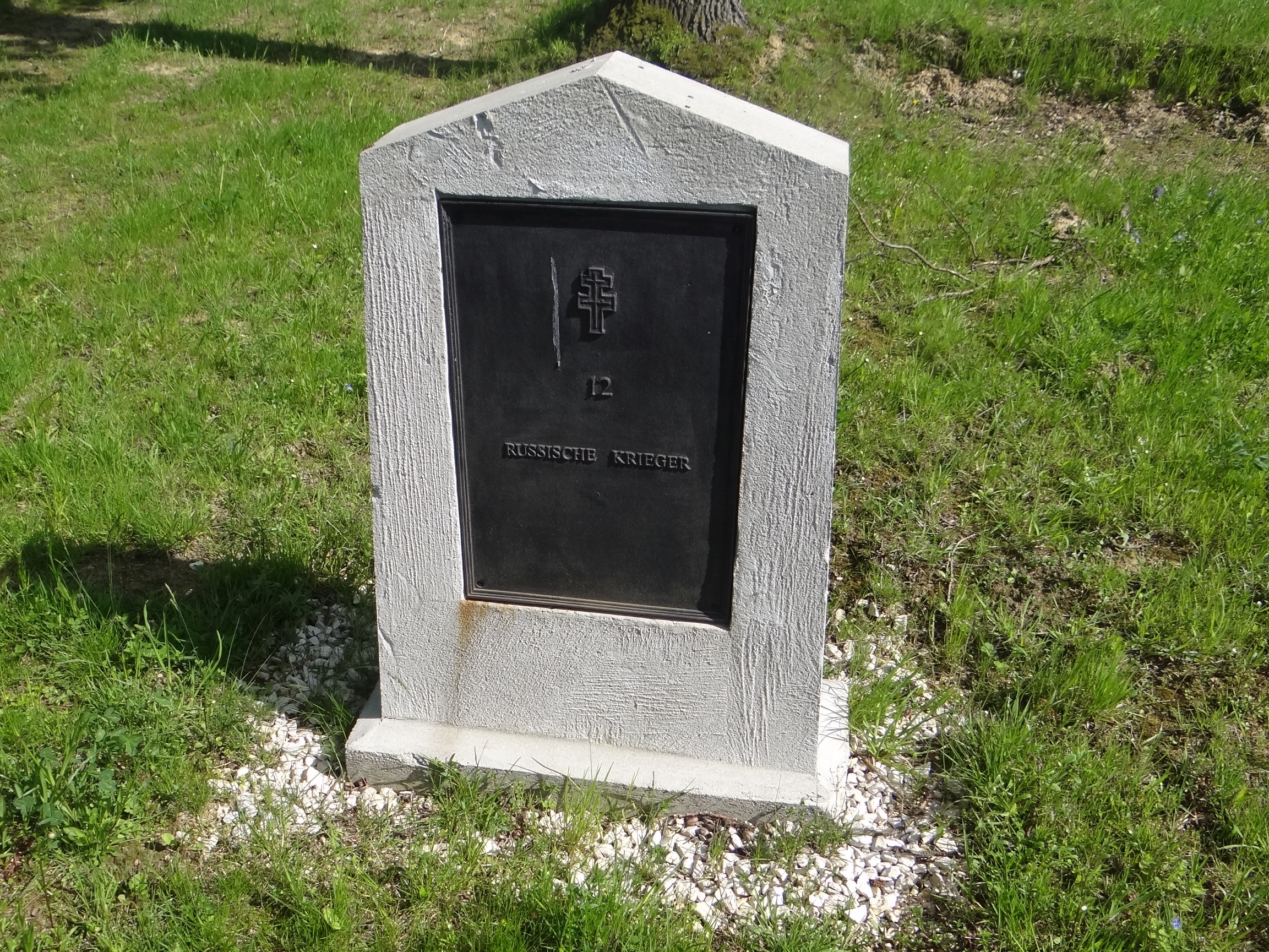
Stela
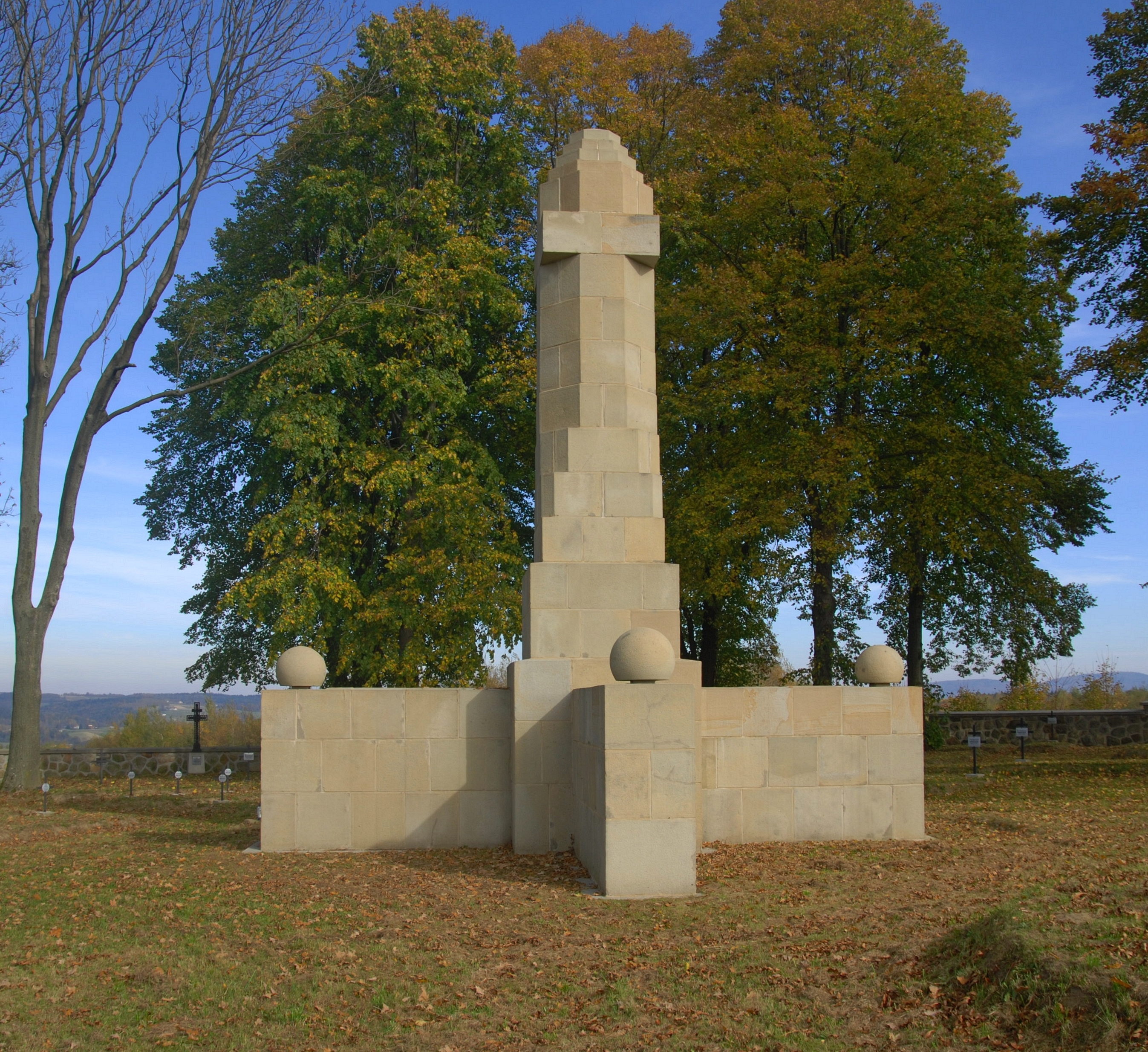
Pomnik centralny
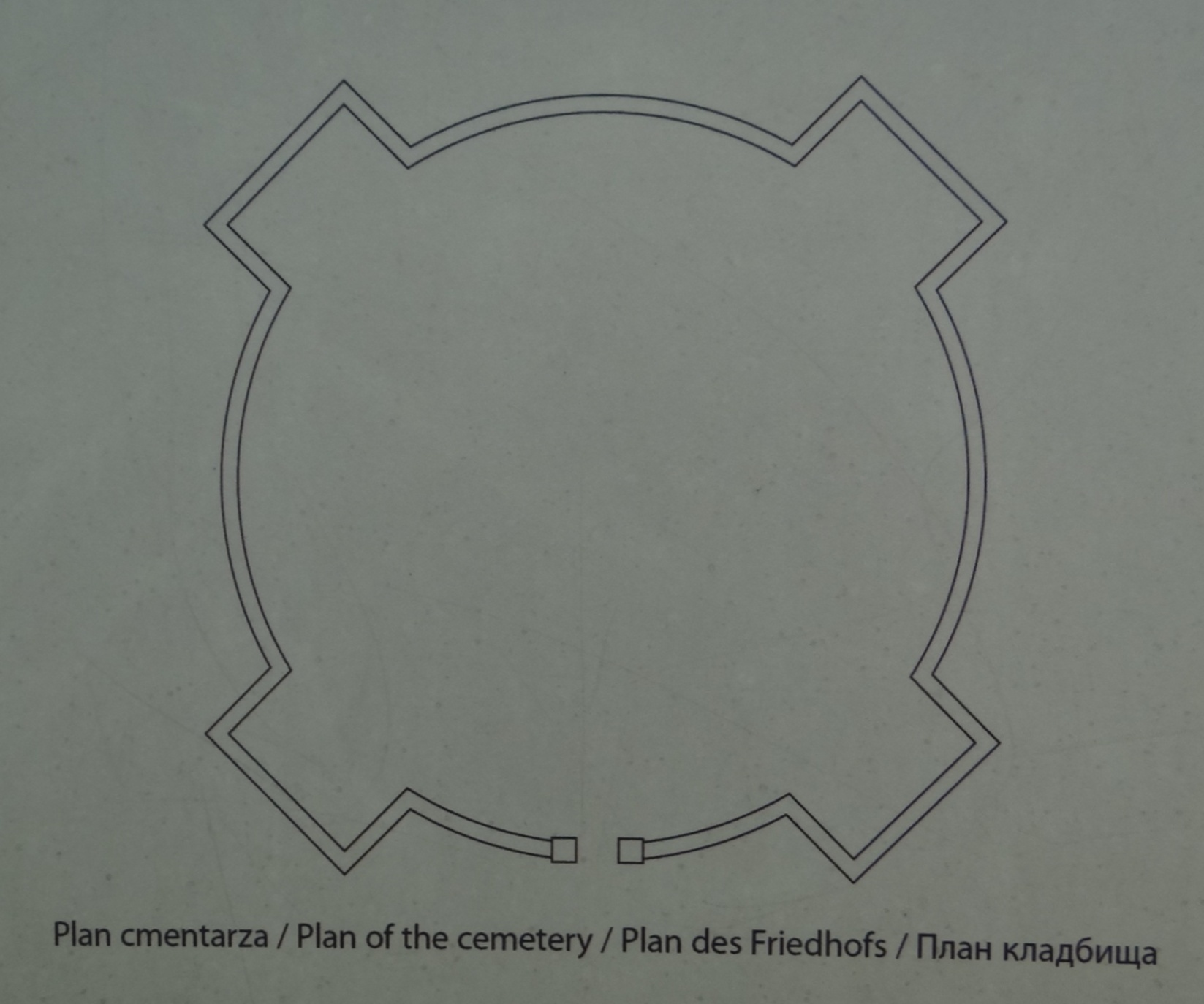
Plan cmentarza
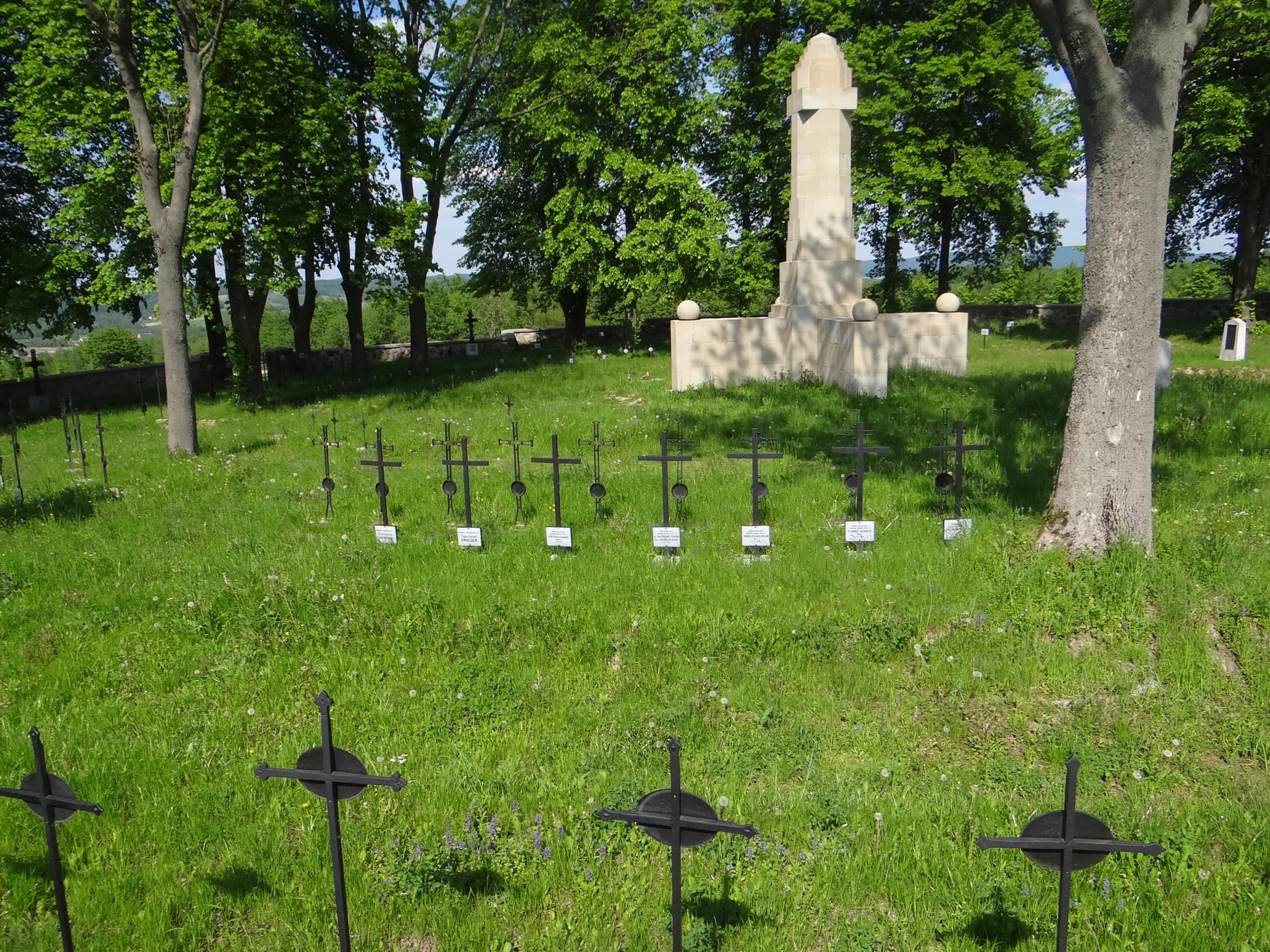
Fragment cmentarza
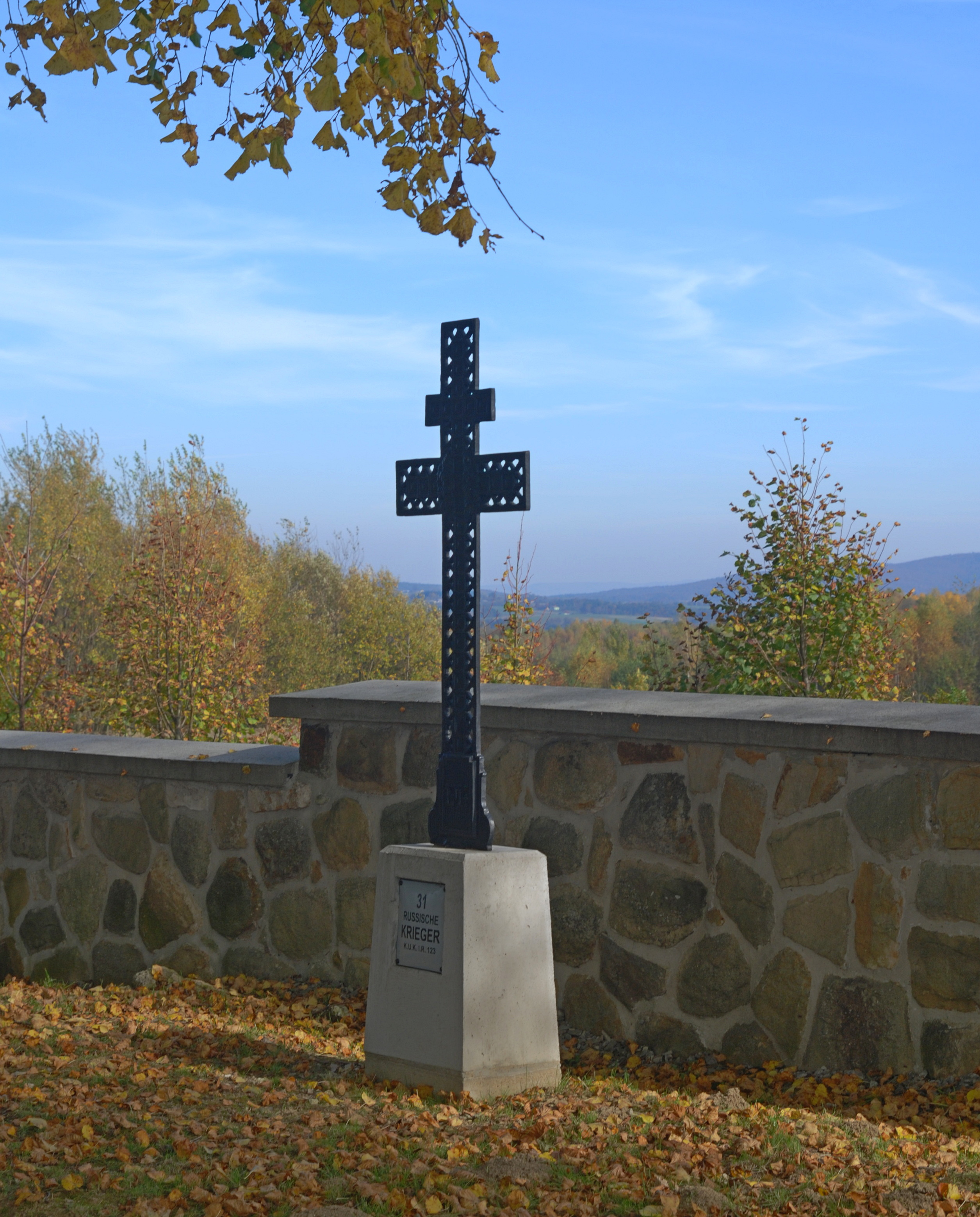
Duży krzyż rosyjski
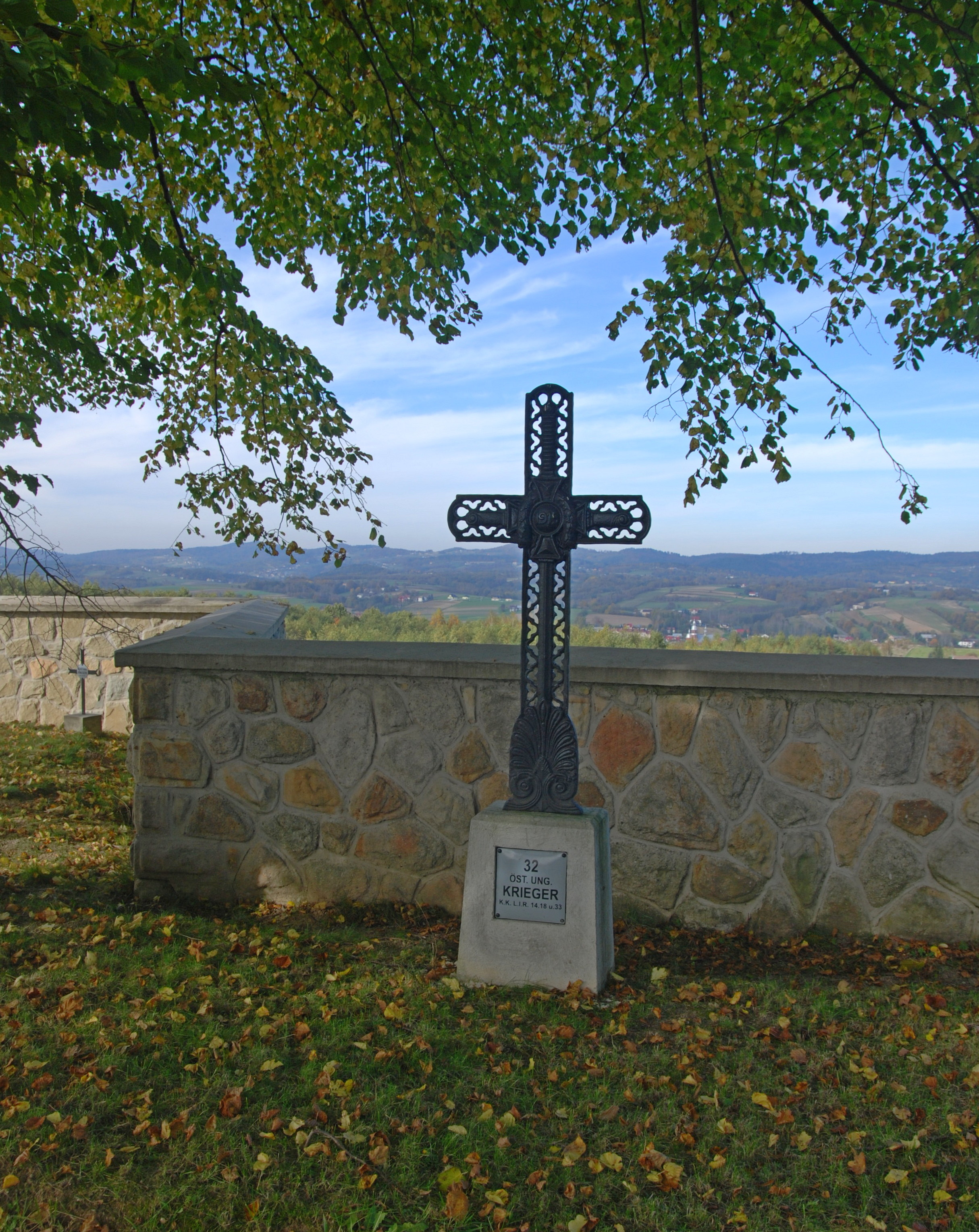
Krzyż ażurowy jednoramienny
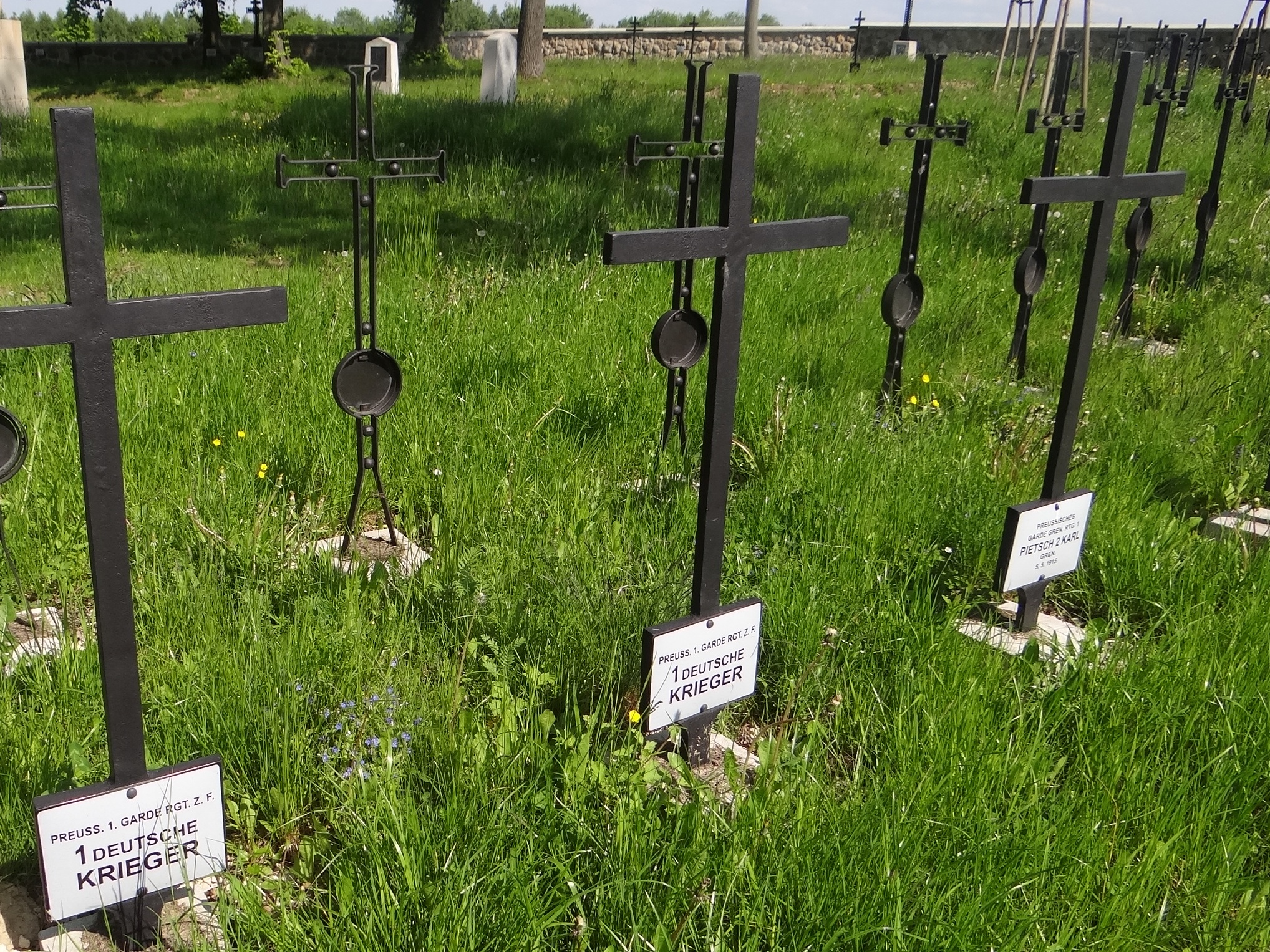
Różne rodzaje krzyży
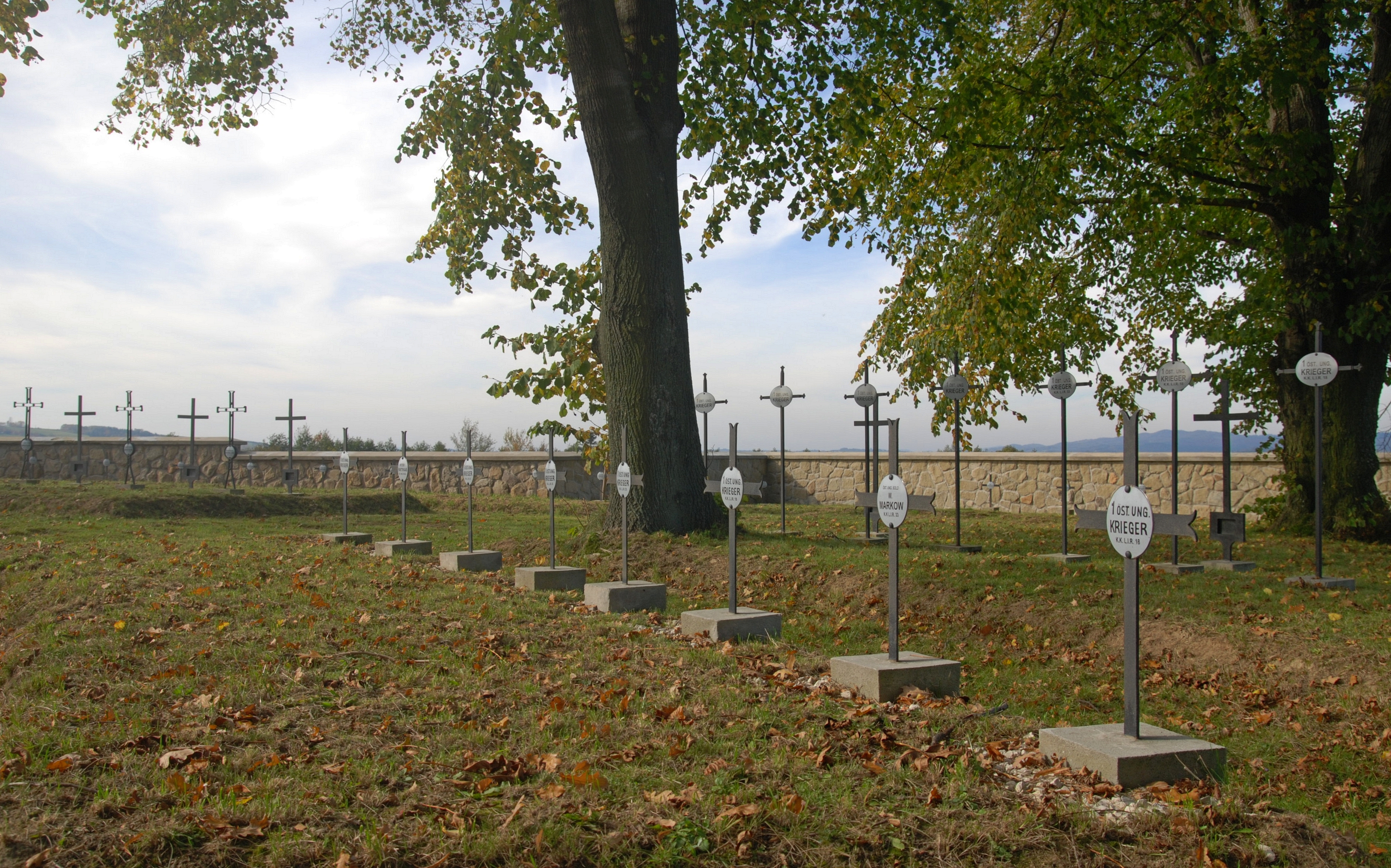
Fragment cmentarza
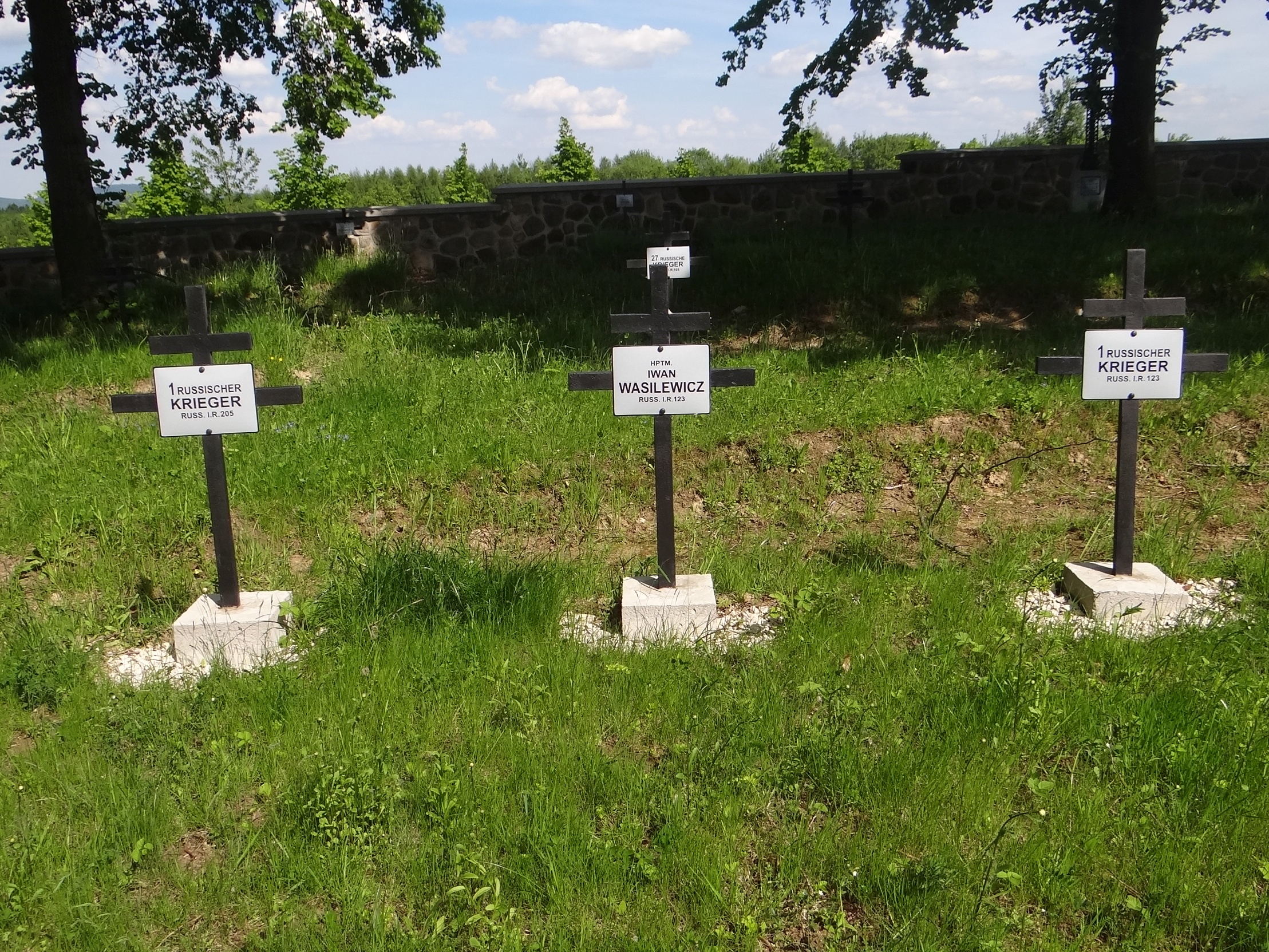
Krzyże dwuramienne
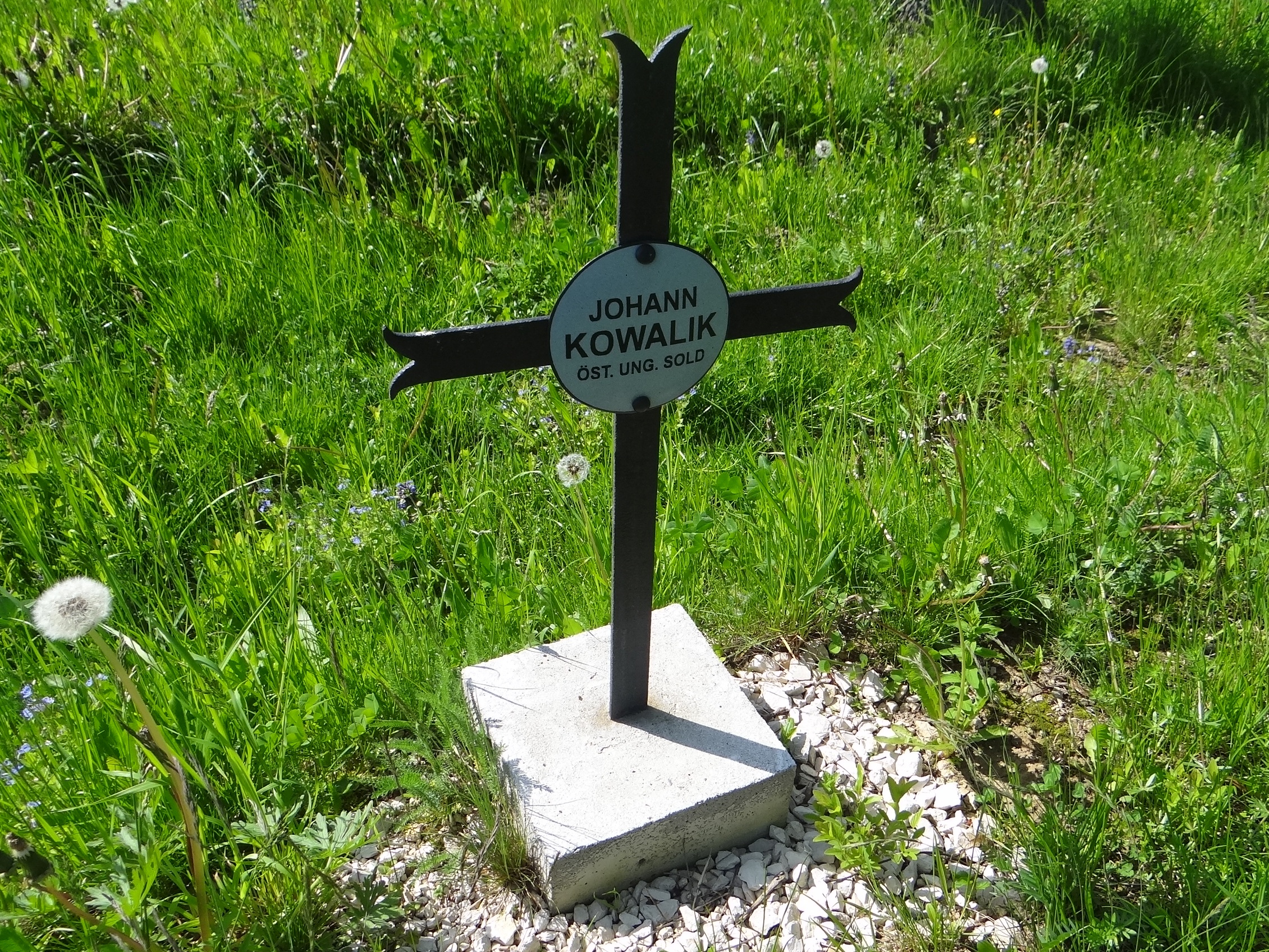
Krzyż jednoramienny
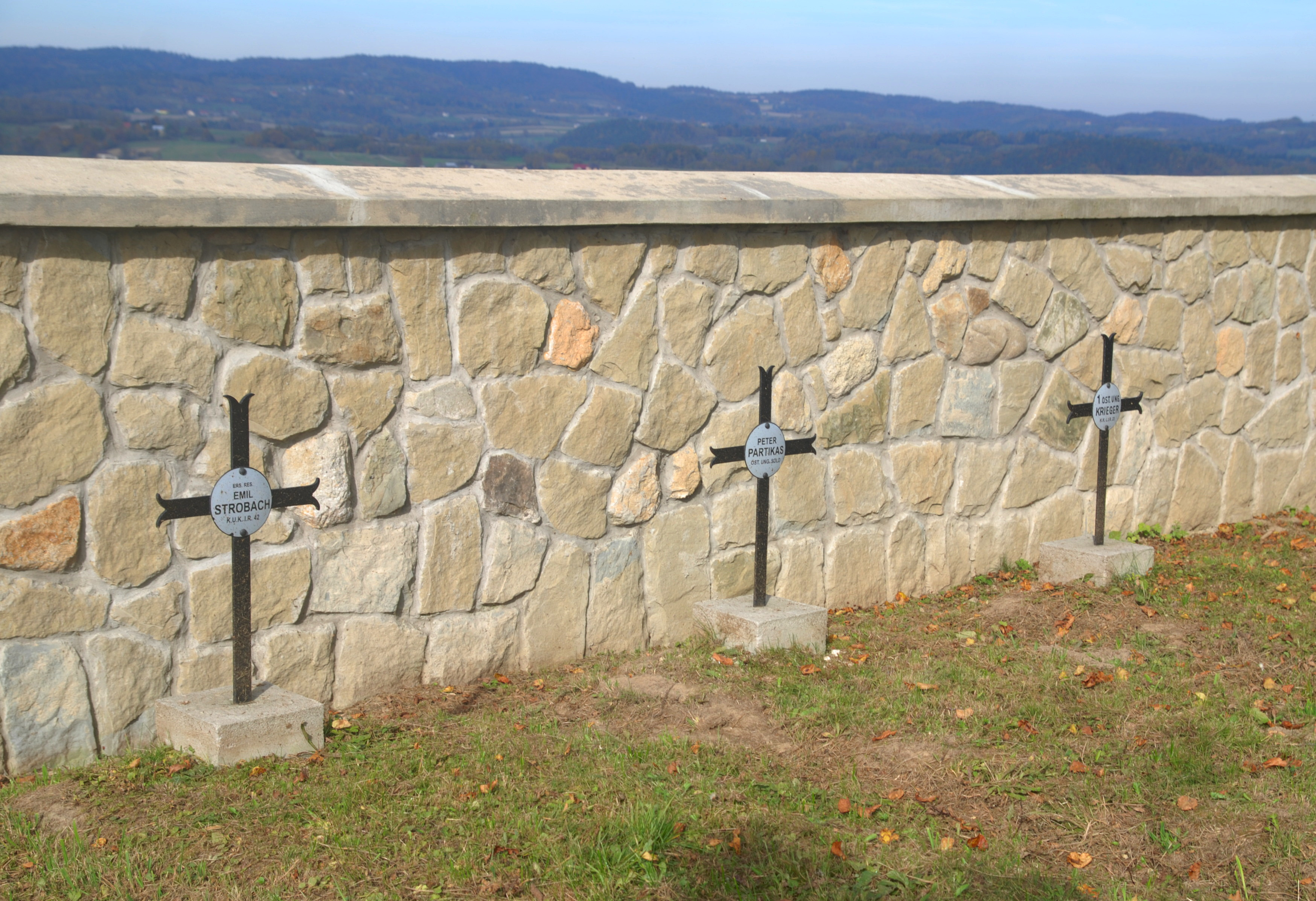
Ogrodzenie